# مقاطعة ششولكرافت (ميشيغان)
مقاطعة ششولكرافت هي مقاطعة في ميشيغان، بلغ عدد سكانها 8٬485  نسمة، في 2010، عاصمتها منتسكيو، تبلغ مساحتها 4٬879 كيلومتر مربع.

## الموقع
تشترك في الحدود مع:
- مقاطعة لوسي
- مقاطعة دلتا
- مقاطعة ماكيناك
- مقاطعة ألجير.

## التقسيمات الإدارية
- منتسكيو.